# Theo Krebber
Theo Krebber (1946) is een Nederlands politicus namens het CDA. Tussen 13 mei 2011 en 20 april 2012 was hij lid van de Gedeputeerde Staten van de provincie Limburg voor de PVV. Op 17 september 2013 werd Krebber lid van het CDA. In 2014 keerde hij voor kort terug als Statenlid. Zijn speerpunten als gedeputeerde waren Welzijn, Zorg, Maatschappelijke Instellingen, Jeugdzorg en Sport. Tot 1 juni 2010 was Krebber huisarts.